# Ars Magazine
Ars Magazine es una revista de arte y coleccionismo, tanto antiguo como contemporáneo, que pretende abordar las cuestiones artísticas desde un punto de vista profesional.

## Historia
Creada en 2008 y dirigida por Fernando Rayón, tiene una periodicidad trimestral y reúne en sus páginas textos de conservadores de museos, comisarios, historiadores del arte, restauradores, periodistas culturales y directores de ferias y galerías que aportan sus últimos descubrimientos, dan a conocer la obra de un determinado autor o explican las claves expositivas de una muestra. Los textos son inéditos y de gran calidad, así como el diseño editorial y los medios de impresión que constituyen una parte fundamental de la revista.

## Secciones
La publicación aporta artículos sobre las principales exposiciones de arte clásico y contemporáneo en todo el mundo, entrevistas —Bill Viola, Richard Serra, Marina Abramovic, Jonathan Brown o Eduardo Arroyo—, reportajes sobre los espacios más significativos de la arquitectura actual, estudios de artistas —Gilbert & George, Luc Tuymans, Julian Schnabel, Jaume Plensa o Yayoi Kusama— y abre las puertas de las casas de algunos de los principales coleccionistas tanto nacionales como internacionales. Además, incluye una sección portfolio en la que se permiten digresiones artísticas de difícil clasificación dado su carácter multidisciplinar. La principal aportación científica de la revista se debe a las secciones denominadas La Obra e Investigación, en las que se han presentado importantes descubrimientos de artistas como Diego Velázquez, Francisco de Goya, José de Ribera o Francisco de Zurbarán.